# Słup (województwo kujawsko-pomorskie)
Słup – wieś w Polsce położona w województwie kujawsko-pomorskim, w powiecie grudziądzkim, w gminie Gruta.

## Podział administracyjny
W latach 1975–1998 miejscowość położona była w województwie toruńskim.

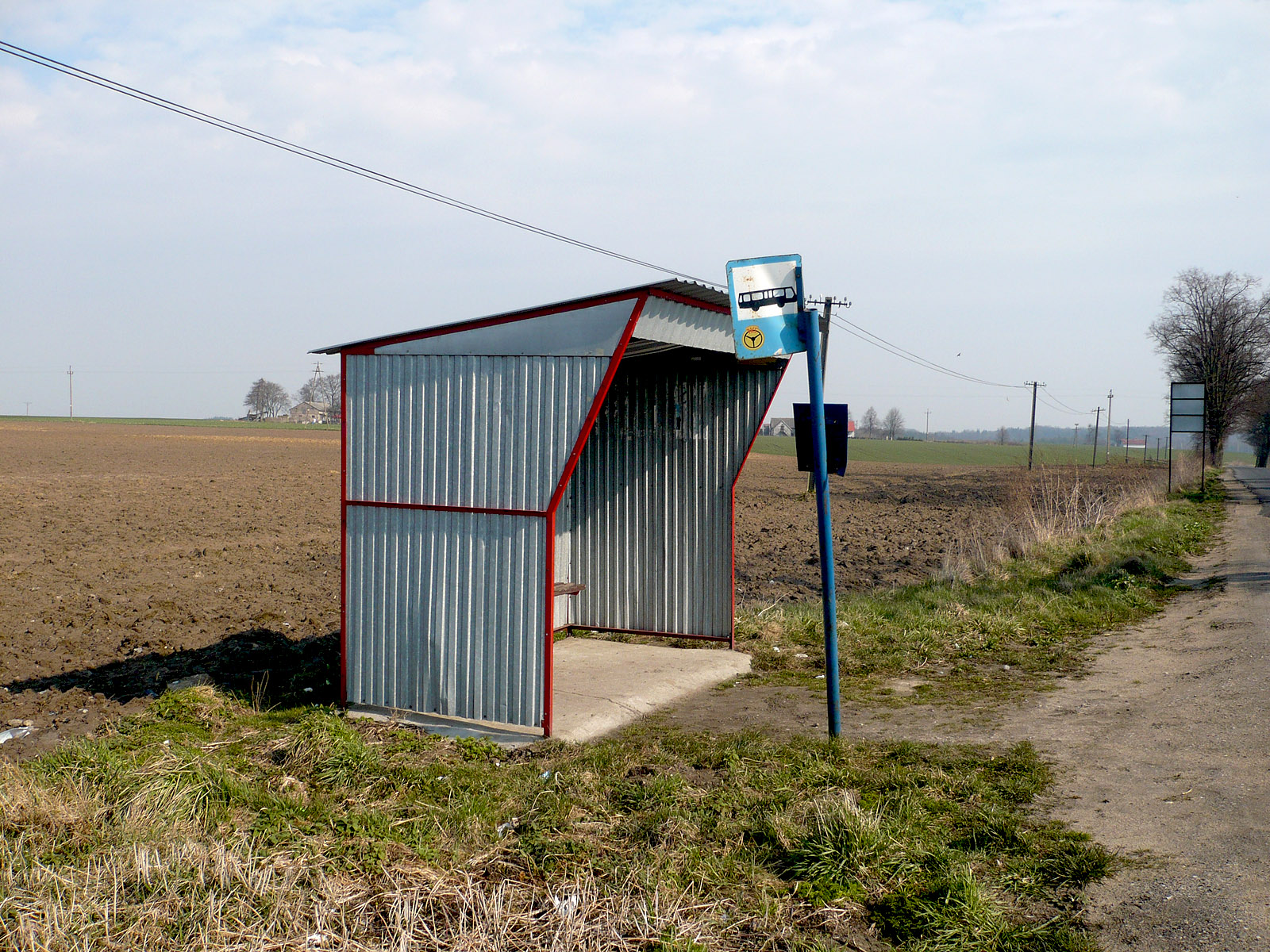
Przystanek autobusowy w Słupie

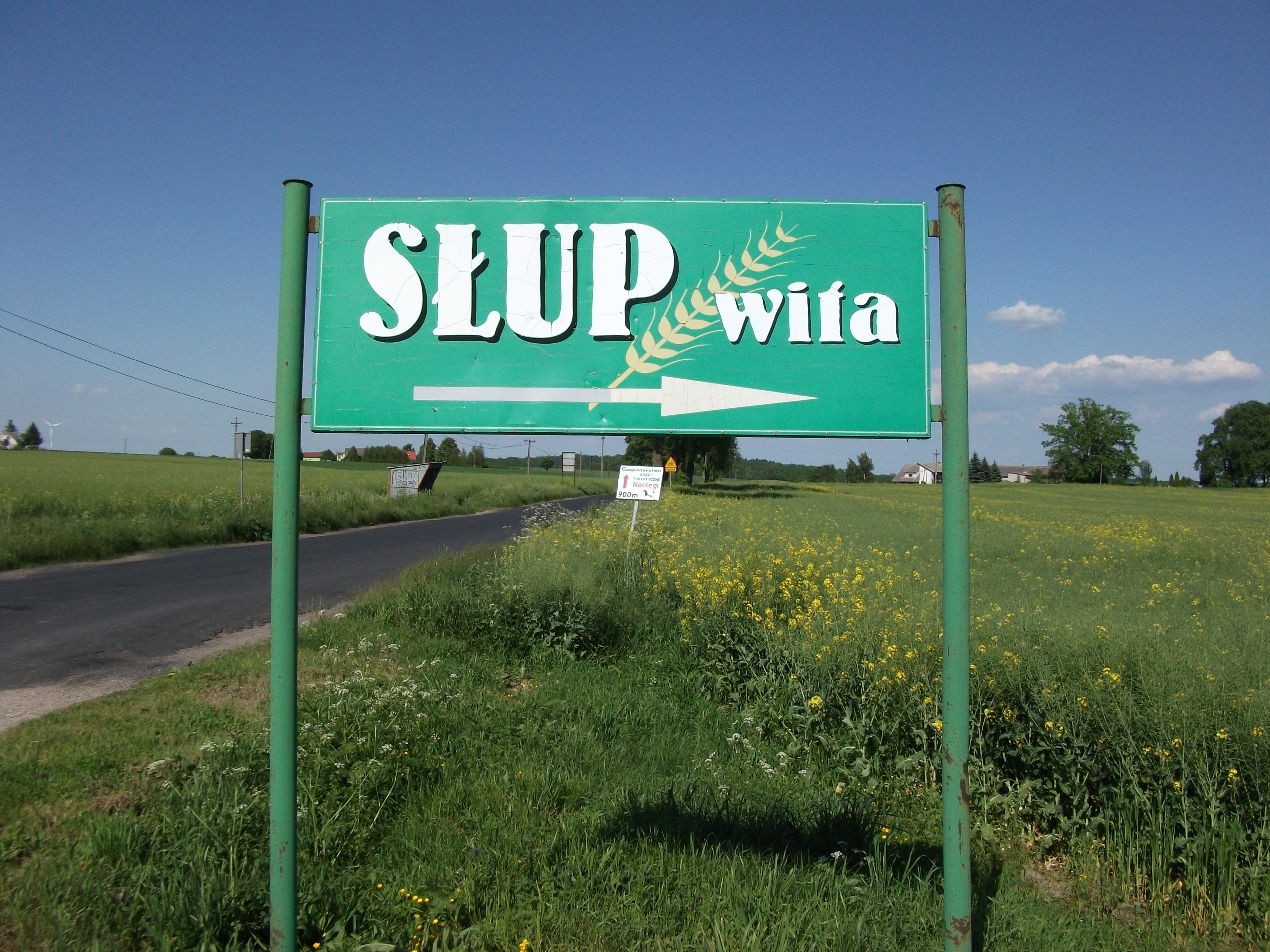
Słup Wita

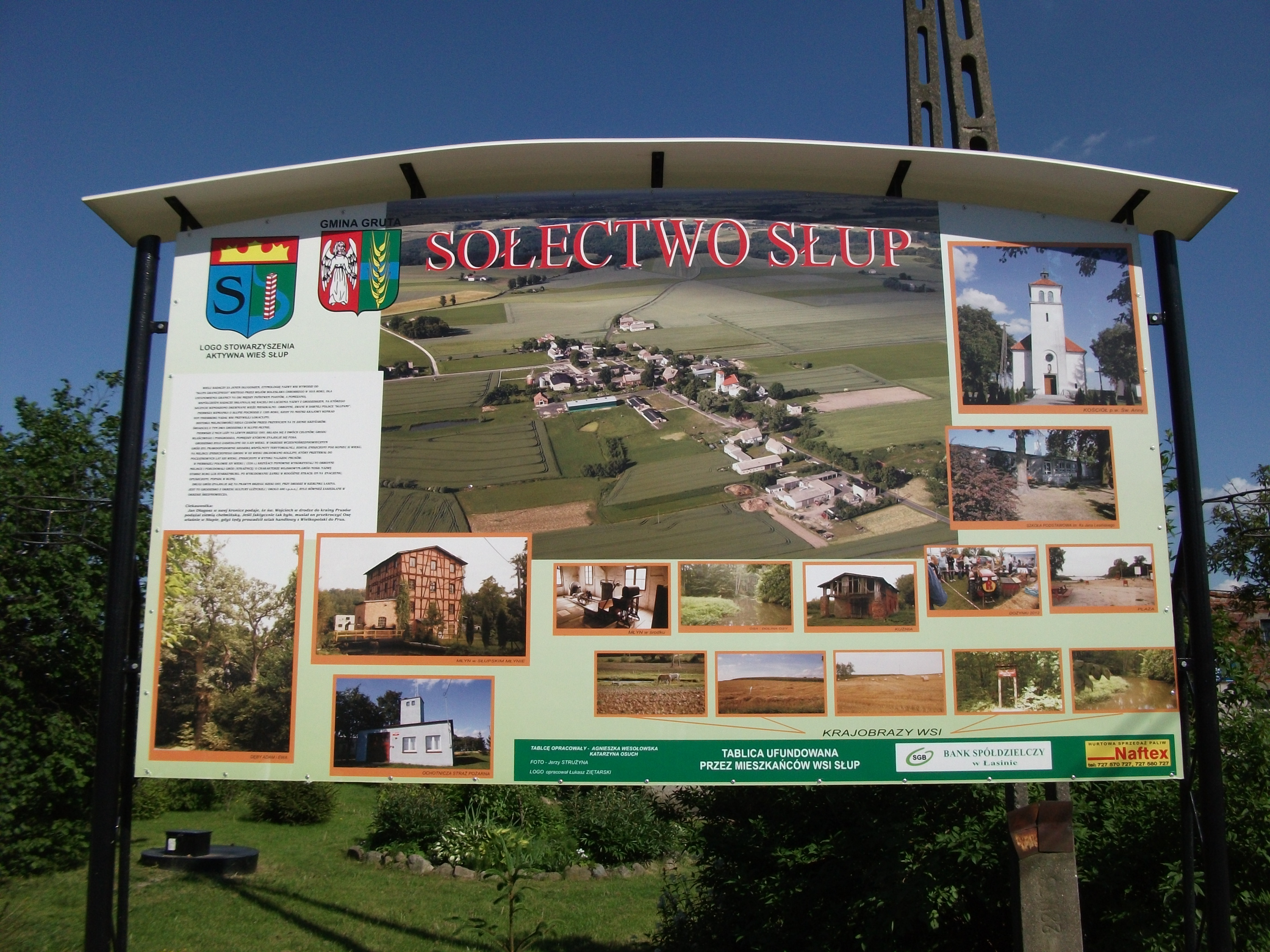
Sołectwo Słup

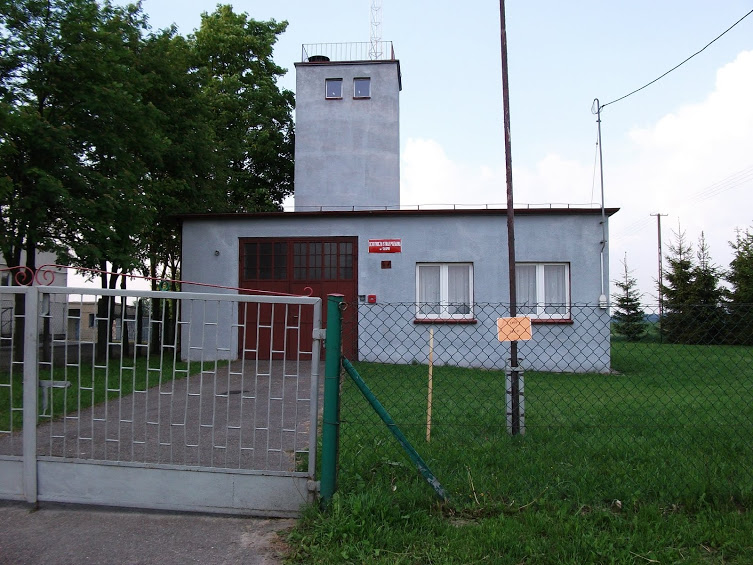
OSP Słup

## Demografia
Według Narodowego Spisu Powszechnego (III 2011 r.) wieś liczyła 366 mieszkańców. Jest ósmą co do wielkości miejscowością gminy Gruta.

## Drogi wojewódzkie
Przez wieś przebiega Droga wojewódzka nr 538.

## Krótki opis
We wsi znajduje się szkoła podstawowa, ochotnicza straż pożarna (OSP) i kościół parafialny.

## Historia
Nazwy miejscowości Słup i Słupski Młyn najprawdopodobniej pochodzą od słupów żelaznych, które kazał wbić w rzekę Osę król Bolesław Chrobry po udanej wyprawie na podbój Prusów. W średniowieczu na terenie dzisiejszej miejscowości istniał gród. Pierwsza wzmianka w źródle pisanym pochodzi z lat 1256-1272. Gród założył wielki mistrz Anno von Sangershausen.
W czerwcu 1939 roku, 16 Dywizja Piechoty pod dowództwem płk. dypl. Stanisława Świtalskiego wraz z 4 DP została włączona w skład Grupy Operacyjnej Wschód gen. Mikołaja Bołtucia w ramach Armii Pomorze. Została rozlokowana w rejonie Grudziądza z zadaniem utrzymania linii rzeki Osy od jej ujścia do Wisły do Jeziora Duże koło wsi Gruta. Zachodnia granica pasa działania dywizji opierała się o Wisłę, wschodnia o linię Łasin – Słup – Radzyń Chełmiński.

## Urodzeni w Słupie
- Jan Lesiński – polski duchowny katolicki, ofiara KL Stutthof[4].